# Imperador da Áustria
Imperador da Áustria era o título imperial hereditário do extinto Império Austríaco. Foi proclamado pela primeira vez em 1804 pelo imperador do Sacro Império Romano-Germânico Francisco II, e continuou a ser concedido a seu sucessores imediatos até a queda da dinastia Habsburgo em 1918, ao término da Primeira Guerra Mundial.
Face às invasões de Napoleão Bonaparte, Francisco temia pelo futuro do Sacro Império e ansiava por manter o status imperial de sua família em caso de dissolução do império, como de fato ocorreu em 1806, quando o exército austríaco sofreu uma derrota na Batalha de Austerlitz e o vitorioso Napoleão procedeu o desmantelamento do antigo império, tomando vários territórios deste e criando a Confederação do Reno em seu lugar. Assim sendo, Francisco II do Sacro Império Romano-Germânico tornou-se Francisco I, Imperador da Áustria, e mesmo que o novo título imperial pudesse soar menos prestigioso que o antigo, a dinastia Habsburgo continuou a dominar a Áustria e vários territórios vizinhos por um longo período.
O novo título existiu por apenas pouco mais de um século (até 1918), embora nunca tenha ficado realmente claro sobre que territórios constituíam o Império Austríaco. Quando Francisco recebeu o novo título em 1804, as terras da Monarquia de Habsburgo eram conhecidas simplesmente como Kaisertum Österreich (em português: Áustria do Cáiser).
A Áustria (ao contrário de várias outras terras da dinastia Habsburgo) era um arquiducado desde o século XV, e a maior parte dos outros territórios do império tinham suas próprias instituições e história, apesar das tentativas de centralização, especialmente entre 1848 e 1859. Quando o Reino da Hungria recebeu o direito de se auto-governar em 1867, as porções não-húngaras do império, apesar de usualmente referidas como Áustria, eram oficialmente conhecidas como "Reinos e Terras representadas pelo Conselho Imperial (Reichsrat)". O título de Imperador da Áustria e o império associado foram ambos abolidos no final da Primeira Guerra Mundial em 1918, quando a Áustria Alemã tornou-se uma república, e as outras terras e reinos representados pelo Conselho Imperial estabeleceram suas independências.

## Título completo
Os imperadores austríacos tinham uma extensa lista de títulos que refletiam a extensão geográfica do império e a diversidade de terras e povos governados pelos Habsburgos austríacos.
Imperador da Áustria,

Rei Apostólico da Hungria,

Rei da Boêmia, da Dalmácia, da Croácia, da Eslavônia, da Galícia e Lodoméria, e da Ilíria,

Rei de Jerusalém,

Arquiduque da Áustria,

Grão-duque da Toscana e de Cracóvia,

Duque da Lorena, de Salzburgo, da Estíria, da Caríntia, da Carníola e da Bucovina,

Príncipe da Transilvânia,

Marquês da Morávia,

Duque da Alta e Baixa Silésia, de Módena, Parma, Placência e Guastalla, de Auschwitz e Zator, de Teschen, Friuli, Ragusa e Zara,

Conde de Habsburgo e Tirol, de Kyburg, Gorizia e Gradisca,

Príncipe de Trentino e Brixen (Bressanone),

Marquês da Alta e Baixa Lusácia e da Ístria,

Conde de Hohenems, Feldkirch, Bregenz, Sonnenberg e assim por diante

Lorde de Trieste, de Cátaro e de Wendland,

Grão-Voivoda da Voivodia da Sérvia e assim por diante

Soberano da Ordem do Tosão de Ouro.

## Imperadores austríacos

### Casa de Habsburgo-Lorena
| Imperador                                                       | Imagem                      | Nascimento                                                                      | Casamento                                                | Morte                          | Ref. |
| --------------------------------------------------------------- | --------------------------- | ------------------------------------------------------------------------------- | -------------------------------------------------------- | ------------------------------ | ---- |
| Francisco I 11 de agosto de 1804 – 2 de março de 1835           | Francisco I da Áustria      | 12 de fevereiro de 1768filho de Leopoldo II e Maria Luísa                       | Maria Teresa de Nápoles 15 de setembro de 1790 12 filhos | 2 de março de 1835 67 anos     |      |
| Fernando I 2 de março de 1835 – 2 de dezembro de 1848           | Fernando I da Áustria       | 19 de abril de 1793filho de Francisco I e Maria Teresa de Nápoles               | Maria Ana de Saboia 12 de fevereiro de 1831 Sem filhos   | 29 de junho de 1875 82 anos    |      |
| Francisco José I 2 de dezembro de 1848 – 21 de novembro de 1916 | Francisco José I da Áustria | 18 de agosto de 1830filho de Francisco Carlos da Áustria e Sofia da Baviera     | Isabel da Baviera 24 de abril de 1854 4 filhos           | 21 de novembro de 1916 86 anos |      |
| Carlos I 21 de novembro de 1916 – 11 de novembro de 1918        | Carlos I da Áustria         | 17 de agosto de 1887filho de Oto Francisco da Áustria e Maria Josefa da Saxónia | Zita de Bourbon-Parma 21 de outubro de 1911 11 filhos    | 1 de abril de 1922 34 anos     |      |